# Музей невинности (музей)
Музей невинности (тур. Masumiyet Müzesi) — музей в Стамбуле, открытый в 2012 году писателем Орханом Памуком и связанный по смыслу с одноимённым романом Памука. В 2014 году Европейский музейный форум при Совете Европы признал Музей невинности европейским музеем года.

## Возникновение музея
По словам Орхана Памука, идея создания музея с вещами из повседневной жизни возникла у него в 1990-е годы. Тогда он хотел в один и тот же день открыть музей и издать роман, который являлся бы музейным каталогом. В 1998 году Памук купил с этой целью 120-летнее здание в квартале Чукурджума, в котором позднее и был размещён музей. По признанию Памука, он покупал на блошиных рынках, в букинистических магазинах и у коллекционеров посуду, ключи, часы и другие вещи, которые могли бы использовать персонажи его романа.
Позднее Памук написал книгу (опубликована в 2008 году), однако она стала не каталогом, а романом. Музей был открыт в 2012 году, и Памук, всё ещё чувствуя необходимость каталога музейной коллекции, написал и опубликовал «Невинность вещей», а в 2015 году британский режиссёр Грант Джи в сотрудничестве с Памуком снял по мотивам романа документальный фильм «Невинность воспоминаний». Следует отметить, что, по замыслу Памука, музей и книгу можно воспринимать и независимо друг от друга.
Незадолго до открытия Музея невинности Памук выпустил манифест музеев, где изложил своё видение музеев будущего. По его замыслу, новые небольшие музеи должны представлять человека, а не государство, в отличие от больших и дорогих музеев прошлого.
В последней главе романа помещён билет, по которому можно один раз пройти в музей.

## Коллекция музея

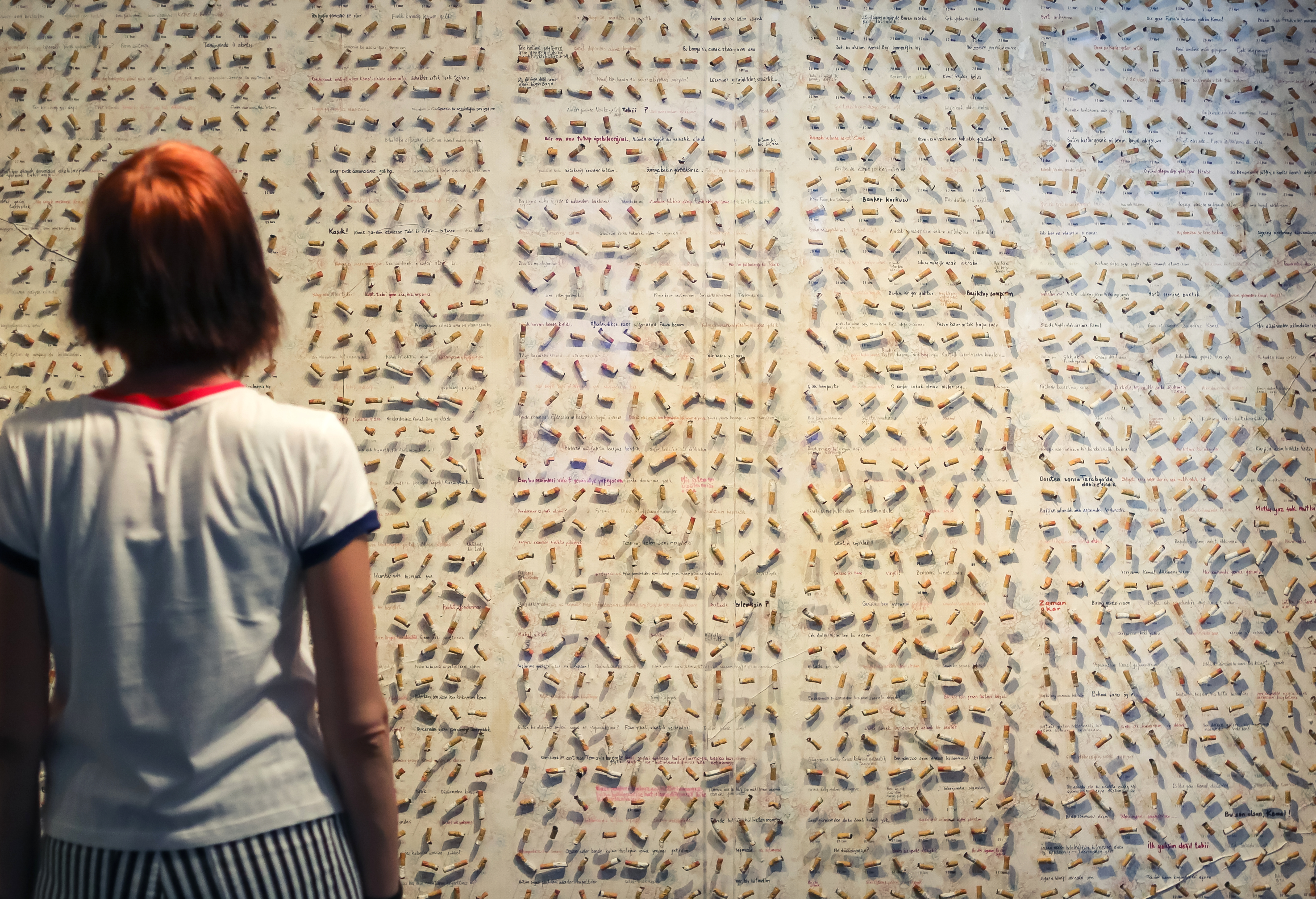
Музей невинности. Окурки сигарет, выкуренных Фюсун.

В музее, как и в романе, отражена разворачивающаяся в 1970-х годах история трагической любви уже помолвленного на тот момент Кемаля, выходца из богатой семьи, к его дальней родственнице, продавщице Фюсун. В экспозиции представлены самые разные вещи (от приглашений на свадьбу и газетных вырезок до оловянных ложек и солонок), которые рассказывают историю любви Кемаля и Фюсун, историю их семей и историю Стамбула.
По сюжету романа, Кемаль Басмаджи, одержимый чувством к Фюсун, начинает собирать связанные с ней вещи, в том числе воруя их из её дома, и в конце концов создаёт посвящённый ей музей. Каждый стенд музея посвящён одной из 83 глав романа, и вещи тщательно подобраны в соответствии с содержанием, экспонаты музея соответствуют вещам, упомянутым в романе: так, представлены 4 213 сигарет, выкуренных Фюсун, её упавшая серёжка и кровать, на которой впоследствии спал Кемаль.

## Награды
В 2014 году Музей невинности стал европейским музеем года по решению Европейского музейного форума.